# پائولو جونیور
پائولو جونیور (به انگلیسی: Paulo Jr.) (زادهٔ ۳۰ آوریل ۱۹۶۸) نوازندهٔ گیتار باس گروه ترش متال برزیلی سپولترا است. پائولو از زمان تأسیس سپولترا در سال ۱۹۸۴ در آن عضویت داشته است.